# Блакитна Церква (Братислава)
Костел святої Єлизавети у Братиславі, або Блакитний костел (словац. Kostol svätej Alžbety, угор. Szent Erzsébet templom Modrý kostolík, Kék templom) — культова споруда   у східній частині Старого міста Братислави, стародавня будівля в стилі угорської сецесії (югендстіл, модерн).
Блакитний костел стоїть на краю центру Братислави на вулиці Безручової. Вул. Безручова спочатку на початку 20 століття була сполучною ланкою між вул. Гресслінгова та вулицею Достоєвського. Церковний двір з парафіяльною будівлею був одним із перших споруджених тут будинків. Вона спочатку належала до кампусу та служила шкільною каплицею порівняно з постійною гімназією.